# محوطه قبرس تان اب نمای ۲
محوطه قبرس تان آب نمای ۲ مربوط به دوره اشکانیان - سده‌های متاخر دوران‌های تاریخی پس از اسلام است و در شهرستان سرباز، بخش پیشین، ۱۵ کیلومتری غرب دهستان پیشین واقع شده و این اثر در تاریخ ۲۷ اسفند ۱۳۸۷ با شمارهٔ ثبت ۲۶۵۱۴ به‌عنوان یکی از آثار ملی ایران به ثبت رسیده است.